# 上海美术学院
上海美術學院，全稱為上海大學上海美術學院，位於中國上海，是上海大學的二級學院。

## 歷史
上海大學上海美術學院前身是於中華民國時代成立的上海美術專科學校。後來於1980年代與上海大學合併，成為上海大學美術學院。2016年，正式改組為上海大學上海美術學院，為該大學轄下的二級學院，擁有一定自主權。

## 外部連結
- 上海大學上海美术学院 （页面存档备份，存于）